# Свраке
Свраке (лат. Pica) род су птица певачица који припада породици врана (Corvidae). Настањују највећи део Евроазије, северозапад Магреба и Северну Америку.

## Опис
Свраке имају дуге репове и перје црне и беле боје. Боја кљуна две врсте је црне боје, а једне жуте боје.

## Врсте
Три врсте су опште признате, једна жутокљуна и две црнокљуне. 
Врсте сврака:
- Сврака
 (Pica pica)
  - Оријентална сврака
 (Pica (pica) sericea) (подврста)
- Америчка сврака или црнокљуна сврака
 (Pica hudsonia)
- Калифорнијска сврака или жутокљуна сврака
 (Pica nuttalli)

### Распрострањеност врста
Сврака (Pica pica) је широко распрострањена од западне Европе до источне Азије, америчка сврака или црнокљуна сврака (Pica hudsonia) насељава западни део Северне Америке, а калифорнијска сврака или жутокљуна сврака (Pica nuttalli) је ограничена на Калифорнију. 

## Истраживања
Недавна истраживања су показала да таксономија рода сврака можда није исправна. Америчка сврака или црнокљуна сврака (Pica hudsonia) и калифорнијска сврака или жутокљуна сврака (Pica nuttalli) су једна другој најближи сродници, а могуће је и да нису различите врсте, већ подврсте једне врсте. Ако ипак јесу различите врсте, онда би подврста оријентална сврака (Pica (pica) sericea) врсте сврака (Pica pica) могла да буде призната као посебна врста. 
Сматрало се да је род сврака блиско сродан родовима плаве свраке (Urocissa) и зелене свраке (Cissa) из Азије, али недавна истраживања показују да су им најближи сродници евроазијске вране из рода врана (Corvus).